# Leopoldo Pacheco
Leopoldo Pacheco (São Paulo, 21 de septiembre de 1960) es un actor brasileño, reconocido por su personaje de Leoncio Almeida en la telenovela La esclava Isaura

## Participación en "La esclava Isaura"
La esclava Isaura es una telenovela brasileña emitida por la cadena Rede Record en 2004, luego de una anterior versión en 1976.
En ella, Pacheco interpreta al malvado Leoncio, hijo del comendador Almeida. Este es un personaje absolutamente obsesionado por Isaura, la cual resiste a sus deseos. 
Termina muriendo por su capataz al disputar unas joyas robadas a una prostituta, aunque existen distintos finales, en uno de los cuales la culpable de su muerte es Rosa, otra de sus esclavas.

## Filmografía

### Televisión
| Año  | Título                        | Personaje                  | Notas             |
| ---- | ----------------------------- | -------------------------- | ----------------- |
| 2001 | Roda da Vida                  | Eduardo                    |                   |
| 2004 | La esclava Isaura             | Leôncio Almeida            | Villano principal |
| 2004 | Um Só Coração                 | Samir Schaim               |                   |
| 2005 | Belíssima                     | Cemil Solomos Güney        |                   |
| 2007 | Paraíso Tropical              | Dr. Solano Tavares         |                   |
| 2008 | Belleza pura                  | Raul Freire                |                   |
| 2009 | Ciudad Paraíso                | Prefecto Norberto Medeiros |                   |
| 2009 | Deu a Louca no Tempo          | Tenório                    |                   |
| 2010 | Cuchicheos                    | Gustavo Sampaio            |                   |
| 2012 | Encantadoras                  | Otto Werneck               |                   |
| 2012 | O Brado Retumbante            | Tony Abrahão               |                   |
| 2012 | As Brasileiras                | Peçonha                    |                   |
| 2013 | Preciosa perla                | Valter Passos              |                   |
| 2014 | Por siempre                   | Manuel Pereira             |                   |
| 2016 | Velho Chico                   | Dr. Emilio                 |                   |
| 2016 | Êta Mundo Bom!                | Ernani                     |                   |
| 2016 | Ligações Perigosas            | Heito Damasceno            |                   |
| 2017 | Novo Mundo                    | Fred Sem-Alma              |                   |
| 2022 | Pantanal (telenovela de 2022) | Antero Novaés              |                   |